# Jah-Nhai Perinchief
Jah-Nhai Perinchief, né le 31 décembre 1997 à Hamilton, est un athlète bermudien spécialiste du triple saut.

## Biographie
Spécialiste du saut en hauteur à ses débuts, il se classe 5e des championnats NACAC de 2015 (2,15 m) et 7e des championnats du monde juniors de 2016 (2,16 m). Il porte son record personnel à 2,26 m en avril 2016 à Wichita.
Il poursuit sa carrière dans l'épreuve du triple saut et dépasse les 17 mètres en juin 2021 en réalisant 17,03 m à Eugene.
Il se distingue lors de la saison 2022 en se classant 5e des championnats du monde en salle, à Belgrade, avec la marque de 16,95 m, un record personnel en salle. Il monte sur la deuxième marche du podium des championnats d'Amérique du Nord, d'Amérique centrale et des Caraïbes (NACAC), derrière l'Américain Chris Benard, et obtient la médaille de bronze des Jeux du Commonwealth avec 16,92 m, devancé par les Indiens Eldhose Paul et Abdulla Aboobacker.
Il est nommé porte-drapeau de la délégation des Bermudes aux Jeux olympiques d'été de 2024 en compagnie de la skippeuse Adriana Penruddocke.

## Palmarès
| Date | Compétition                    | Lieu       | Résultat | Marque  |
| ---- | ------------------------------ | ---------- | -------- | ------- |
| 2022 | Championnats du monde en salle | Belgrade   | 5e       | 16,95 m |
| 2022 | Championnats NACAC             | Freeport   | 2e       | 15,89 m |
| 2022 | Jeux du Commonwealth           | Birmingham | 3e       | 16,92 m |

## Records
| Épreuve     | Épreuve      | Performance | Lieu     | Date         |
| ----------- | ------------ | ----------- | -------- | ------------ |
| Triple saut | En plein air | 17,03 m     | Eugene   | 11 juin 2021 |
| Triple saut | En salle     | 16,95 m     | Belgrade | 18 mars 2022 |